# 函館トヨタ自動車
函館トヨタ自動車株式会社（はこだてトヨタじどうしゃ）は、北海道函館市に本社を置くトヨタ店である。

## 沿革
- 1953年 - 会社創立。
- 1959年 - 函館市宇賀浦町へ本社移転。
- 1967年 - 亀田郡亀田町昭和(現在の函館市昭和)に本社屋落成。
- 1980年 - トヨタビスタ函館(後のネッツトヨタ道南)設立。
- 2001年 - 本社・昭和店を現在の建物に改築。
- 2005年 - レクサス函館グランドオープン。
- 2020年 - ネッツトヨタ道南を経営統合。
- 2021年 - 森店にダイハツショップを併設。

## 店舗
- 昭和店 - 函館市昭和4丁目22-5
- 中央店（旧：ネッツ道南昭和店） - 函館市昭和1丁目28-12
- 松風店 - 函館市大森町26-16
- 本通店 - 函館市本通4丁目5-12
- 七重浜店 - 北斗市七重浜8丁目7-5
- 木古内店 - 上磯郡木古内町字新道107-18
- 森店・ダイハツショップ森 - 茅部郡森町字森川町292-1
- 八雲店 - 二海郡八雲町東雲町24-27
- 江差店 - 檜山郡江差町字柳崎町170
- ニューロード店 - 函館市石川町169-22
- レクサス函館 - 函館市昭和4丁目22-5

### 閉鎖した店舗
- 湯川店（旧︰ネッツ道南湯川店） - 函館市戸倉町149-3